# Alphonse Juin

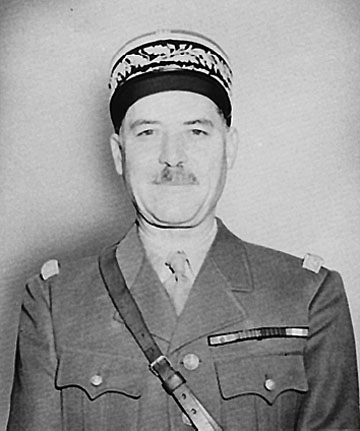
Alphonse Juin

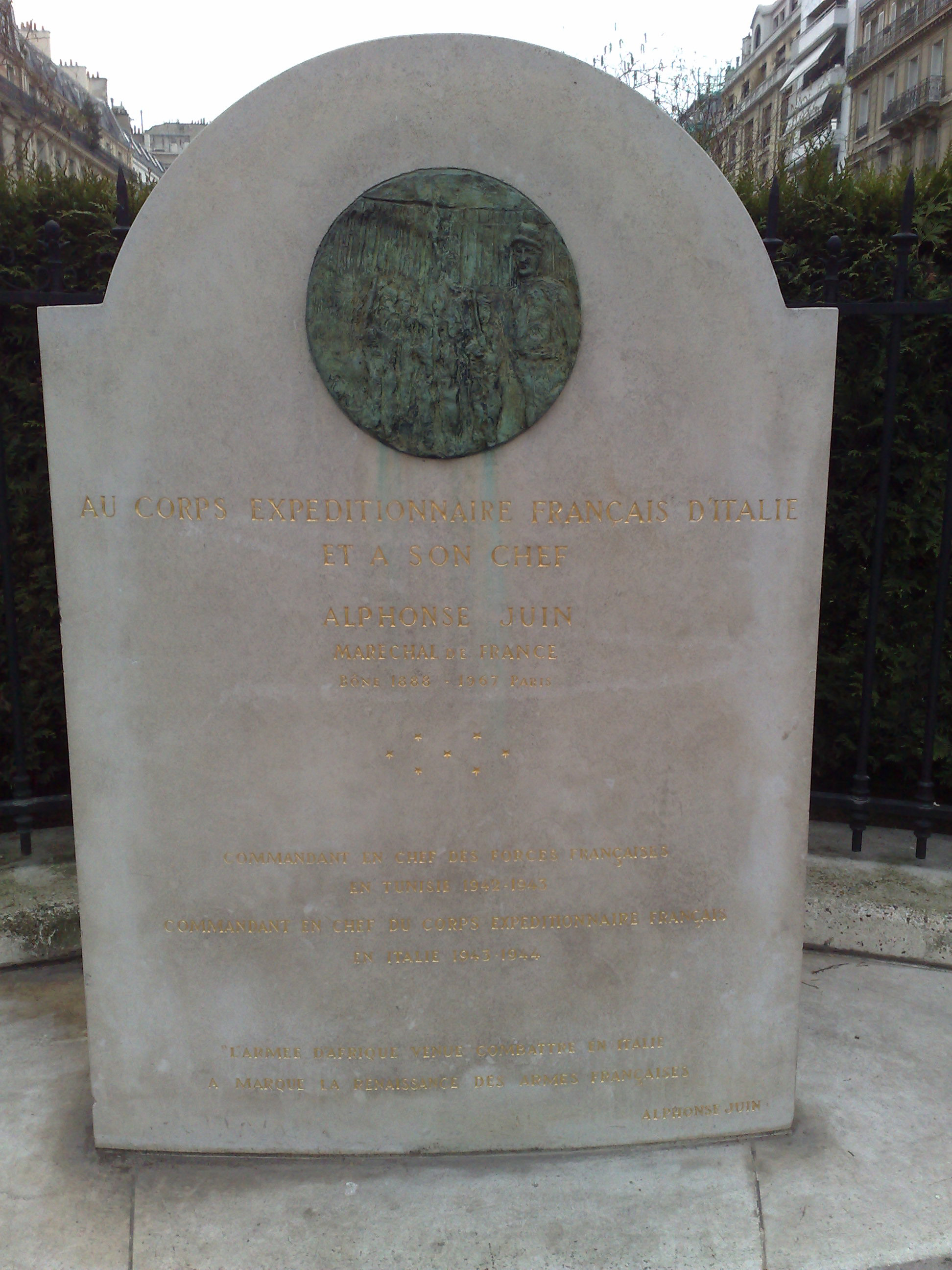
Denkmal am Place de Maréchal Juin in Paris, 2009

Alphonse Juin (* 16. Dezember 1888 in Bône, heute Annaba, Algerien; † 27. Januar 1967 in Paris) war der bis dato letzte zu Lebzeiten ernannte Marschall von Frankreich.

## Werdegang
Juin schloss 1912 die Militärschule Saint-Cyr ab; seinem Jahrgang gehörte auch Charles de Gaulle an. Beim Beginn des Ersten Weltkrieges 1914 diente er als Leutnant bei einem Regiment in Französisch-Marokko. Nach Ausbruch der Kampfhandlungen wurde er an der Westfront eingesetzt und 1915 schwer verwundet. Sein rechter Arm blieb dauerhaft gelähmt.
Nach dem Ersten Weltkrieg absolvierte Juin erfolgreich die Militärakademie. 1938 sollte er eine Brigade übernehmen, erhielt aber bei Ausbruch des Zweiten Weltkrieges das Kommando über die 15e Division d’Infanterie Motorisée (15e DIM), eine motorisierte Infanteriedivision. Bei Lille wurde die Division eingekesselt und Juin geriet in Gefangenschaft, aus der er 1941 auf Bitten der Vichy-Regierung freigelassen wurde. Nach der Entlassung aus der Kriegsgefangenschaft begab er sich nach Nordafrika und dort übernahm das Kommando über die Vichy-Truppen. Nach der Landung der Alliierten in Nordafrika 1942 wechselte er zu den freifranzösischen Truppen.
Danach war er Chef des an der Seite der Alliierten kämpfenden Freifranzösischen Expeditionskorps in Italien (Corps expéditionnaire français en Italie). Historiker werfen ihm vor, seinen Truppen in Italien nach der Schlacht von Monte Cassino erlaubt zu haben, mehrere Tage lang straflos rauben und vergewaltigen zu dürfen. Das freifranzösische Expeditionskorps soll von dieser Erlaubnis regen Gebrauch gemacht haben.
Als Generalresident in Französisch-Marokko verbannte er 1953 den Sultan und späteren König Mohammed V. Anschließend war er von 1952 bis 1956 Befehlshaber der NATO-Truppen in Zentraleuropa (AFCENT), während dessen er 1952 zum Marschall von Frankreich ernannt wurde. 1962 quittierte er aus Protest gegen De Gaulles Algerienpolitik den Dienst. Er starb 1967 in Paris und wurde im Caveau des Gouverneurs der Cathédrale Saint-Louis-des-Invalides beigesetzt.
In Paris ist ein Platz (Place du Maréchal-Juin) nach ihm benannt. In Bordeaux gibt es den Cours du Maréchal Juin.

### Memoiren
- Alphonse Juin: Les mémoires du maréchal Juin. In: Le Figaro. 1949, S. 365.
- José Aboulker: Nous qui avons arrêté le général Juin. In: La Nef. Nr. 27, 1959, S. 14–17.
- Henri Giraud: Un seul but, la victoire. Alger 1942–1944. Julliard, Paris 1949.
- Yves Maxime Danan: La vie politique à Alger de 1940 à 1944 (= Bibliothèque de droit public. 53, ISSN 0520-0288). Librairie générale de droit et de jurisprudence, Paris 1963, (Zugleich: Paris, Thèse de doctorat, 1999).

### Fachliteratur
- Alphonse P. Juin in: Internationales Biographisches Archiv 12/1967 vom 13. März 1967, im Munzinger-Archiv (Artikelanfang frei abrufbar)
- Christine Levisse-Touzé: L’Afrique du Nord dans la guerre. 1939–1945. Albin Michel, Paris 1998, ISBN 2-226-10069-5.
- Jacques Cantier: L’Algérie sous le régime de Vichy. Toulouse II 1999, (Toulouse II, Thèse de doctorat, 1999).
- José Aboulker, Christine Levisse-Touzé: 8 novembre 1942: les armées américaine et anglaise prennent Alger en quinze heures. In: Espoir. Nr. 133, 2002, ISSN 0223-5994, S. 11–65.